# کریبا هین
کریبا هین (به انگلیسی: Cariba Heine) یک مدل و بازیگر استرالیایی و زاده آفریقای جنوبی است که بیشتر بخاطر ایفای نقش ریکی چادویک در مجموعه تلویزیونی H2O: فقط آب اضافه کنید شهرت دارد.

## زندگی اولیه
کریبا دوئر نینا هین در ژوهانسبورگ، آفریقای جنوبی به دنیا آمد ولی دارای اصالت استرالیایی استو حاصل پدر و مادری اهل آفریقای جنوبی میشل (یک مدل سابق) و کوین هین است. او در سن سه سالگی با پدر و مادر و برادر بزرگتر کایل به استرالیا نقل مکان کرد.

## فیلم‌ها
- خانه و دوری در نقش البونی هاردینگ (نقش دوره ای)
- اقیانوس آرام در نقش فیلیس (قسمت: "Home")
- بازمانده برگزیده در نقش پیتون لین (قسمت‌های: "Suckers", "Two Ships", "Family Ties")
- آکادمی رقص در نقش ایزابل (۹ قسمت)
- H2O: فقط آب اضافه کنید در نقش ریکی (۷۸ قسمت)